# Romanos 15
Romanos 15 é o décimo-quinto capítulo da Epístola aos Romanos, de autoria do Apóstolo Paulo, no Novo Testamento da Bíblia.

## Manuscritos
- O texto original é escrito em grego Koiné.
- Alguns dos manuscritos que contém este capítulo ou trechos dele são:
  - Papiro 118
  - Codex Vaticanus
  - Codex Sinaiticus
  - Codex Alexandrinus
  - Codex Ephraemi Rescriptus
  - Codex Carolinus
- Este capítulo é dividido em 33 versículos.

## Estrutura
A Tradução Brasileira da Bíblia organiza este capítulo da seguinte maneira:
- Romanos 15:1-13 - Imitai a Cristo. A simpatia e o altruísmo
- Romanos 15:14-21 - Paulo explica o motivo das admoestações
- Romanos 15:22-29 - Os planos de Paulo
- Romanos 15:30-33 - O dia está próximo